# Песак (Ястребарсько)
Песак (хорв. Pesak) — населений пункт у Хорватії, у Загребській жупанії у складі міста Ястребарсько.

## Населення
Населення за даними перепису 2011 року становило 13 осіб.
Динаміка чисельності населення поселення:

## Клімат
Середня річна температура становить 10,37 °C, середня максимальна – 24,84 °C, а середня мінімальна – -6,59 °C. Середня річна кількість опадів – 989 мм.
| Клімат поселення                              | Клімат поселення | Клімат поселення | Клімат поселення | Клімат поселення | Клімат поселення | Клімат поселення | Клімат поселення | Клімат поселення | Клімат поселення | Клімат поселення | Клімат поселення | Клімат поселення | Клімат поселення |
| Показник                                      | Січ.             | Лют.             | Бер.             | Квіт.            | Трав.            | Черв.            | Лип.             | Серп.            | Вер.             | Жовт.            | Лист.            | Груд.            |                  |
| Середній максимум, °C                         | 6,21             | 8,34             | 12,76            | 17,04            | 21,75            | 24,84            | 24,42            | 23,80            | 20,00            | 14,76            | 9,00             | 4,99             |                  |
| Середня температура, °C                       | −0,2             | 1,96             | 6,35             | 10,65            | 15,36            | 18,45            | 20,25            | 19,62            | 15,83            | 10,58            | 4,82             | 0,81             |                  |
| Середній мінімум, °C                          | −6,59            | −4,47            | −0,04            | 4,24             | 8,96             | 12,04            | 16,08            | 15,46            | 11,66            | 6,40             | 0,65             | −3,36            |                  |
| Норма опадів, мм                              | 55               | 53               | 66               | 74               | 82               | 105              | 93               | 96               | 97               | 97               | 98               | 73               |                  |
| Середньомісячна швидкість вітру, м/с          | 1.55             | 1.70             | 2.11             | 2.02             | 1.90             | 1.70             | 1.70             | 1.51             | 1.50             | 1.50             | 1.60             | 1.60             |                  |
| Середньомісячна сонячна радіація, кДж/м²·день | 4144             | 6854             | 10446            | 14920            | 19079            | 20881            | 21890            | 18889            | 13935            | 8643             | 4515             | 3324             |                  |
| --------------------------------------------- | ---------------- | ---------------- | ---------------- | ---------------- | ---------------- | ---------------- | ---------------- | ---------------- | ---------------- | ---------------- | ---------------- | ---------------- | ---------------- |
| Джерело:                                      |                  |                  |                  |                  |                  |                  |                  |                  |                  |                  |                  |                  |                  |